# Saint-Éloi (Ain)
Saint-Éloi es una comuna francesa del departamento de Ain, en la región de Auvernia-Ródano-Alpes.

## Demografía
| 206 | 170 | 155 | 243 | 358 | 402 | 388 | 444 |
| Para los censos de 1962 a 1999 la población legal corresponde a la población sin duplicidades (Fuente: INSEE [Consultar]) |     |     |     |     |     |     |     |